# 1899 (série télévisée)
1899 est une série télévisée germano-américaine en huit épisodes de 50 minutes créée par Jantje Friese et Baran bo Odar, mise en ligne le 17 novembre 2022 sur Netflix.
En janvier 2023, Netflix annonce que la série n'est pas renouvelée pour une seconde saison.

## Synopsis
Octobre 1899 à Londres, des migrants de diverses origines quittent l'Europe sur le bateau à vapeur Kerberos (Cerbère) pour un voyage de sept jours. Ils espèrent démarrer une nouvelle vie à New York et vivre le « rêve américain ». Après avoir reçu un message, Eyk Larsen, le capitaine du Kerberos, décide de dévier sa route pour porter secours au Prometheus (Prométhée), un navire similaire de la même compagnie porté disparu depuis quatre mois. Le voyage va alors virer au cauchemar.

## Distribution

### Acteurs principaux
- Emily Beecham (VF : Claire Beaudoin) : Maura Franklin
- Aneurin Barnard (VF : Julien Debuys) : Daniel Solace
- Andreas Pietschmann (VF : Jochen Hägele (en)) : Eyk Larsen
- Miguel Bernardeau (VF : Jérémie Bédrune) : Ángel
- José Pimentão (VF : Jean-Marco Montalto) : le prêtre Ramiro
- Isabella Wei (VF : Nina Broniszewski-Madre) : Ling Yi
- Gabby Wong (VF : Patricia Piazza) : Yuk Ji
- Yann Gael (VF : lui-même) : Jérôme
- Mathilde Ollivier (VF : elle-même) : Clémence
- Jonas Bloquet (VF : lui-même) : Lucien
- Rosalie Craig (en) (VF : Marie Diot) : Virginia Wilson
- Maciej Musiał (VF : Jim Redler) : Olek
- Clara Rosager (VF : Ève Reinquin) : Tove
- Lucas Lynggaard Tønnesen (VF : Julien Rampon-Lamard) : Krester
- Maria Erwolter (VF : Angélique Rivoux) : Iben
- Alexandre Willaume (da) (VF : Matthieu Albertini) : Anker
- Tino Mewes (de) (VF : Guillaume Bourboulon) : Sebastian
- Isaak Dentler (de) (VF : Yannick Lassere) : Franz
- Fflyn Edwards (VFB : Ulysse Carlier) : Elliot
- Anton Lesser (VF : Charles Uguen) : Henry Singleton

### Acteurs récurrents
- Vida Sjørslev (VFB : Nina Ringelheim) : Ada
- Alexander Owen : Landon
- Ben Ashenden (en) : Darrel
- Richard Hope (en) : Dr Reginald Murray
- Joshua Seelenbinder (de) : Eugen
- Niklas Maienschein : Wilhelm
- Jónas Alfreð Birkisson : Einar
- Heidi Toini : Bente

### Invités
- Cloé Heinrich (de) (VF : Emmylou Homs) : Nina Larsen
- Alexandra Gottschlich (de) : Sara Larsen
- Kaja Chan : Mei Mei
- Martin Greis (VF : Stéphane Bazin) : Villads
Version française
  - Société de doublage : Dubbing Brothers[1]
  - Direction artistique : Thierry Wermuth[1]
  - Adaptation des dialogues : Philippe Sarrazin

 Source et légende : version française (VF) sur RS Doublage

## Production

### Genèse et développement
En novembre 2018, il est révélé que Jantje Friese et Baran bo Odar — créateurs de Dark — développent un nouveau projet pour Netflix dans le cadre de leur contrat avec la plateforme. La série est confirmée quelques semaines plus tard lors d'une conférence de presse de Netflix à propos des programmes originaux européens.

Lors d'un interview pour Deadline.com, Jantje Friese explique avoir été influencée par la Crise migratoire en Europe de 2015 et le « Brexit » : 

« L'angle européen dans son ensemble était très important pour nous, non seulement au niveau de l'histoire, mais aussi de la manière dont nous allions le produire. Il fallait vraiment que ce soit une collaboration européenne, pas seulement avec les acteurs mais aussi avec l'équipe. Nous avons eu le sentiment qu'avec ces dernières années de déclin de l'Europe, nous voulions donner un contrepoint au Brexit et à la montée des nationalismes dans différents pays, pour revenir à cette idée de l'Europe et des Européens travaillant et créant ensemble. Être fidèle aux cultures et aux langues était vraiment important, nous n'avons jamais voulu avoir des personnages de différents pays où tout le monde parle anglais. Nous voulions explorer ce cœur de l'Europe, où tout le monde vient d'ailleurs et parle une langue différente, et la langue définit tellement votre culture et votre comportement. »

— Jantje Friese
Le 2 janvier 2023, Netflix annonce que la série n'est pas renouvelée pour une seconde saison,.

### Attribution des rôles
En décembre 2020, Emily Beecham est annoncée dans le rôle principal.
En mai 2021, Aneurin Barnard, Andreas Pietschmann, Miguel Bernardeau, Maciej Musiał, Anton Lesser, Lucas Lynggaard Tønnesen, Rosalie Craig, Clara Rosager, Maria Erwolter, Yann Gael, Mathilde Ollivier, José Pimentão, Isabella Wei, Gabby Wong, Jonas Bloquet, Fflyn Edwards et Alexandre Willaume sont annoncés. Il est précisé que chacun parlera sa langue maternelle à l'écran.

### Tournage

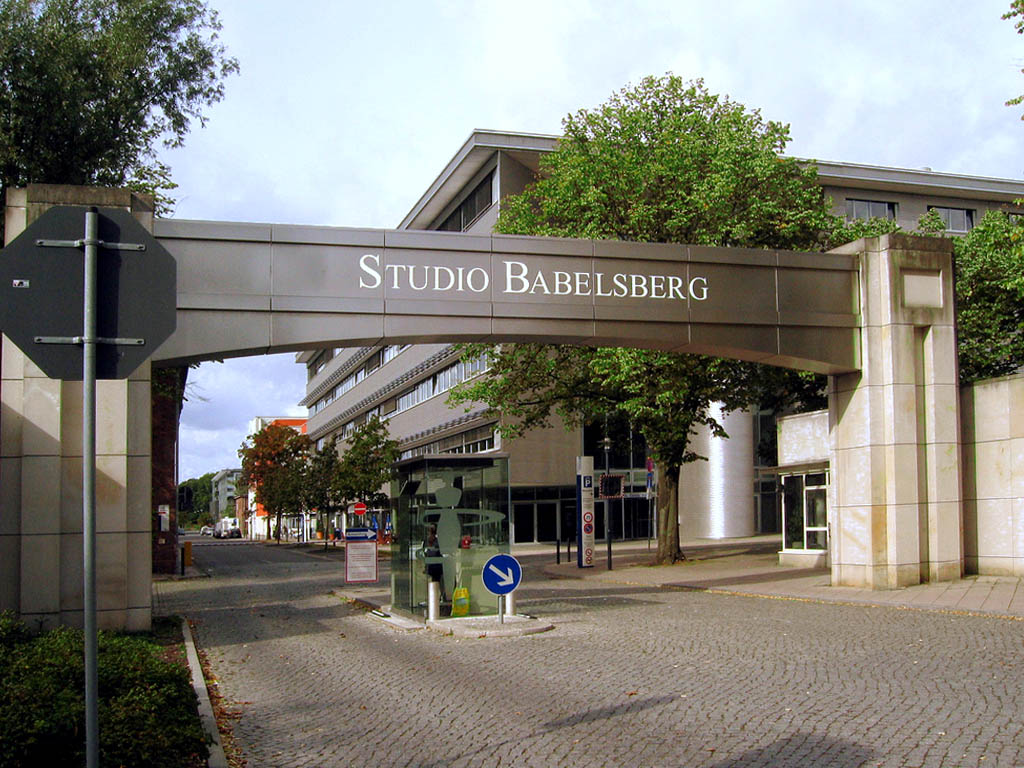
Les studios de Babelsberg.

Le tournage débute le 3 mai 2021 à Berlin. Les prises de vues se déroulent notamment dans les studios de Babelsberg, à Potsdam (Brandebourg). La technologie du LED, dans le quartier de Babelsberg comme le précise Dark Bay Virtual Production Studio, a pour superficie d'environ 23 mètres, avec une mesure de 7 m de haut et l'ensemble fait environ 420 m2. Le fond virtuel est réalisé par le rendu photoréaliste provenant d'Unreal Engine, avant de le déplacer dynamiquement devant la caméra pour en faire un décor réel. Il est également tourné à Londres, aux studios de Shepperton.
Il s'achève le 5 novembre 2021.

### Musique
En mai 2021, on apprend, par l'annonce de Netflix, que la musique de la série est composée par Ben Frost, qui a déjà travaillé avec Baran bo Odar sur Dark (2020).

### Fiche technique
Sauf indication contraire, les informations mentionnées dans cette section peuvent être confirmées par les bases de données cinématographiques IMDb et Allociné,  présentes dans la section « Liens externes ».
- Titre original et français : 1899
- Création : Jantje Friese et Baran bo Odar
- Réalisation : Baran bo Odar
- Scénario : Jantje Friese et Baran bo Odar
- Direction artistique : Michael Fissneider et Nick Murray
- Décors : Udo Kramer
- Costumes : Bina Daigeler
- Photographie : Nikolaus Summerer
- Musique : Ben Frost
- Son : Ansgar Frerich, Matthias Richter et Alexander Würtz[14]
- Montage : Denis Bachter, Ascanius Böttger, Sofia Lindgren et Anja Siemens
- Casting : Lucy Bevan et Emily Brockmann
- Production : Pat Tookey-Dickson
- Sociétés de production : Dark Ways ; Netflix (coproduction)
- Société de distribution : Netflix
- Budget : n/a
- Pays de production :  Allemagne /  États-Unis
- Langues originales : allemand, anglais, cantonais, danois, espagnol, français, portugais, polonais[14]
- Format : couleur - 2,39 : 1 - son Dolby Digital
- Genre : drame, historique, thriller, horreur
- Nombre de saisons : 1
- Nombre d'épisodes : 8
- Durée : 52 minutes
- Dates de première diffusion :
  - Canada : 12 septembre 2022 (Festival international du film de Toronto)[14]
  - Monde : 17 novembre 2022

## Épisodes
La série télévisée comporte huit épisodes, mis en ligne le 17 novembre 2022.
1. Le Bateau (The Ship)
2. Le Garçon (The Boy)
3. Le Brouillard (The Fog)
4. L'Affrontement (The Fight)
5. L'Appel (The Calling)
6. La Pyramide (The Pyramid)
7. La Tempête (The Storm)
8. La Clé (The Key)

| 1- Le Bateau (The Ship) |
| --- |
| Le 19 octobre 1899, le paquebot Kerberos navigue de l’Angleterre en direction de New York. Quatre mois plus tôt, son navire jumeau, le Prometheus, a disparu sans laisser de traces sur la même route. Maura, ainsi que de nombreux passagers de la première classe, est dans la salle à manger. La mystérieuse Virginia Wilson vient discuter avec elle et attire son attention sur le comportement de nombreux passagers : un couple de jeunes mariés, Lucien et Clémence qui connaît des problèmes intimes, une jeune femme japonaise et sa servante qui n'ont pas l'air à l'aise, ainsi que deux frères espagnols, Angel et le prêtre Ramiro, qui semblent cacher un secret. Lorsqu'un passager de troisième classe, Krester, fait irruption pour demander un médecin. Il est expulsé, mais Maura suit Krester jusqu'en troisième classe, où elle parvient à soulager les douleurs de sa sœur Tove, enceinte. Maura a d'étranges visions tandis qu'un passager clandestin, Jérôme, essaye d'échapper aux matelots. Ayant reçu un message contenant des coordonnées, supposément celles du Prometheus, le capitaine Eyk change de cap vers ces coordonnées, suscitant la colère des passagers. Le Prometheus semble abandonné. Eyk monte à bord avec Maura et d'autres passagers, tandis qu'un homme mystérieux monte à bord du Kerberos et s'installe dans la cabine adjacente à celle de Maura. Sur le Prometheus, Eyk découvre que le télégraphe est en fait détruit et trouve un ruban qui lui rappelle des souvenirs personnels. Maura suit un scarabée jusqu'à une armoire où se cache un petit garçon, qui lui tend une petite pyramide noire. |

| 2- Le Garçon (The Boy) |
| --- |
| Eyk reçoit de la compagnie maritime un message qui ne contient que deux mots : « Couler navire ». Maura loge dans sa cabine le petit garçon découvert sur le Prometheus, mais il ne parle pas. Elle découvre une bague en sa possession et le symbole d'un triangle inversé barré d'une ligne horizontale tatoué derrière son oreille gauche. L'homme mystérieux se présente à Maura sous le nom de Daniel. Ángel, attiré par Krester, lui offre sa boîte à cigarettes. Jérôme, passager clandestin, fait irruption dans la chambre de Lucien et Clémence et y laisse une médaille de la Légion d'honneur. Eyk a des hallucinations qui lui montrent son épouse et ses filles, mortes dans l'incendie de leur maison ; une de ses filles porte le même ruban que celui découvert sur le Prometheus. Il se réveille pour découvrir une trappe apparue sous le lit de sa cabine. Tove trouve la boîte à cigarettes et, en colère, la rend à Ángel ; Ángel et son amant Ramiro, déguisé en prêtre, se disputent, puis se réconcilient. Jérôme est découvert et maîtrisé. Maura montre au petit garçon la lettre qui l'a amenée à monter à bord du navire : elle porte le même symbole triangulaire, mais il reste muet. Eyk décide de remorquer le Prometheus vers l'Europe, au grand dam des passagers et membres d'équipage. Il montre à Maura une lettre similaire à la sienne ; il croit que les réponses se trouvent sur le Prometheus. La petite sœur de Krester et Tove, Ada, est retrouvée morte. Depuis un ailleurs indéfini, quelqu'un surveille sur des écrans les occupants du navire. |

| 3- Le Brouillard (The Fog) |
| --- |
| La cause du décès d'Ada ne peut être déterminée. Le Kerberos rencontrant un épais brouillard, Eyk ordonne de stopper le navire et d'attendre que ce brouillard se dissipe. Il montre à Maura le ruban et la trappe dans sa chambre. Tous deux retournent sur le Prometheus pour trouver son journal de bord. Le Premier lieutenant Sebastian ouvre une sorte de tableau électrique et y entre une séquence composée de triangles. Ling Yi, jeune geisha voyageant avec sa mère, a des flashbacks sur la mort accidentelle de son amie à la place de laquelle elle a embarqué sur le Kerberos. Olek la réconforte. Désobéissant aux ordres d'Eyk de garder secrète la mort d'Ada, Franz laisse Tove récupérer son corps. Daniel entre dans la chambre de Maura et rencontre le garçon. Sur le Prometheus, Eyk et Maura trouvent une autre trappe portant le symbole du triangle, qui se trouve être le logo de la compagnie maritime. D'autres cadavres sont découverts sur le Kerberos, tous morts d'un étrange mal. Eyk trouve intact dans les fourneaux de la salle des machines du Prometheus un document qu'il cache à Maura. Lucien révèle à Ling Yi qu'il souffre de graves crises, incurables. Furieux de la décision d'Eyk de retourner en Europe, Franz arme les passagers de troisième classe et les pousse à la mutinerie. Olek, qui a tenté d'avertir Eyk, est enfermé avec Jérôme. Ramiro prévient Eyk, mais ils sont arrêtés par les mutins dirigés par Tove. Daniel utilise un appareil ressemblant à un puzzle coulissant pour téléporter le Kerberos. |

| 4- L'Affrontement (The Fight) |
| --- |
| Les mutins mettent le cap à l'ouest. Franz oblige Jérôme et Olek à jeter les cadavres par-dessus bord. Sebastian convainc Iben, mère de Tove, Krester et Ada, que le petit garçon est responsable de ces morts ; elle prend le commandement des mutins et ordonne de le rechercher. Lucien trouve la médaille et se dispute avec Clémence. Eyk et Ramiro s’échappent. Iben fouille la chambre de Maura, mais le garçon a disparu. Maura découvre une trappe sous son lit avec le garçon caché à l’intérieur. Le garçon utilise un scarabée pour conduire Maura par un chemin sûr à travers le navire. Olek permet à Jérôme de s'échapper. Celui-ci rencontre Clémence et tous deux retrouvent Eyk et Ramiro, rejoints plus tard par Maura et le garçon. Les six tentent de mettre un canot de sauvetage à la mer, mais sont trouvés par les mutins. Le garçon se rend. Jérôme qui tente d'intervenir en sa faveur est blessé ; il a des flashbacks de son passage dans la Légion étrangère française aux côtés de Lucien : ce dernier, lui suggérant en vain de déserter, l'a enfermé dans une cellule, a volé l'uniforme d'un officier mort et laissé la médaille à Jérôme. De retour sur le Kerberos, Eyk et Jérôme rallient les loyalistes opposés aux mutins. Les deux camps s'affrontent, mais Iben jette le garçon par-dessus bord. Eyk bat en retraite. Il confronte Maura en lui montrant le document, qui la répertorie comme passagère du Prometheus. Le garçon réapparaît vivant sur le Kerberos. |

| 5- L'Appel (The Calling) |
| --- |
| En désaccord avec Iben et Krester, Tove se joint aux loyalistes. Effrayés par le garçon qui a réapparu dans un placard, ceux-ci le renferment dedans. Maura manque de recevoir une balle en essayant de le libérer, mais le temps s'arrête avant que la balle ne l'atteigne, et le garçon l'emmène avec lui. Lorsque le défilement du temps reprend, un bruit de tic-tac provoque chez la plupart des passagers, dont Krester et Yuk Ji, une transe qui les amène à se jeter par-dessus bord. Les rares non touchés par la transe s'attachent solidement pour ne pas subir le même sort. Le garçon écrit à Maura une note disant qu' "ils écoutent" et lui murmure qu'elle doit demander des réponses "au Créateur". Utilisant un scarabée pour révéler un passage dans la trappe, le garçon emmène Maura dans un asile psychiatrique abandonné. Daniel les suit et promet au garçon qu' "il" ne le trouvera pas. Le Kerberos reçoit un deuxième message "Couler navire". Explorant l'asile, Maura rencontre son père Henry. Elle lui pose des questions sur son frère Ciaran, mais subit une injection et se réveille sur le Kerberos. Maura révèle à Eyk que son père est le propriétaire de la compagnie maritime. Elle utilise le scarabée pour ouvrir un passage dans la trappe de la chambre d'Eyk, qui les mène à la maison incendiée d'Eyk. Daniel désactive la minuterie du compte à rebours, sauvant Virginia qui allait sauter et les survivants se regroupent. |

| 6- La Pyramide (The Pyramid) |
| --- |
| Les survivants se consacrent à différentes tâches : Maura et Eyk cherchent le garçon ; Ramiro et Anker restent sur le pont avec Sebastian; Ángel, Jérôme, Lucien, Olek, Ling Yi et Franz se dirigent vers la salle des machines pour redémarrer les moteurs ; et Virginia, Clémence, Tove et Iben recherchent des survivants. Une substance goudronneuse noire commence à apparaître et se répandre dans le vaisseau. Tove voit Krester et Ada dans des hallucinations, avec le flashback de son viol par le maître du domaine où travaillait sa famille, en représailles de la relation homosexuelle de Krester avec son fils ; Tove se défend et le tue à coups de pierre. Sur le navire, Olek et Ling Yi partagent leur premier baiser. Maura et Eyk retournent à l'asile dont ils découvrent que les murs semblent être en fait la coque du bateau. Virginia touche la substance noire qui s'infiltre dans sa main. Sebastian se téléporte hors du navire et rencontre Henry, qui lui dit de trouver le garçon. Les moteurs redémarrent. Daniel suit Maura et Eyk; les deux hommes se battent, et Daniel le téléporte avec son appareil. Daniel dit à Maura qu'ils sont mariés depuis 12 ans et que rien dans leur monde n'est réel. Maura l'enferme et lui prend l'appareil. Eyk se réveille sur le Prometheus, entouré de nombreux navires identiques. |

| 7- La Tempête (The Storm) |
| --- |
| Le Kerberos navigue dans une tempête. Les survivants de la passerelle se dirigent vers la salle des machines pour obtenir de l'aide. Olek et Ling Yi essaient de piloter le navire. Franz et Tove tentent de calfeutrer les cloisons du bateau qui prend l'eau. Maura emprunte le puits de la chambre de Daniel et se retrouve dans une maison abandonnée ; elle y trouve des photos d'eux deux en couple avec le petit garçon, leur fils Elliot. Daniel apprend à Maura que ce qu'elle vit n'est qu'une simulation qui se répète régulièrement ; il s'engage à rétablir sa mémoire afin qu'elle puisse "mettre fin à cette boucle une fois pour toutes" en trouvant "'la clé". L'enfant lui donne une alliance et Maura trouve une clé dans le médaillon qu'elle porte au cou. Lucien meurt d'une crise épileptique. Olek porte secours à Ling Yi, mais il est emporté par-dessus bord par une vague. Ángel est écrasé par la chute d'une poutrelle et meurt dans les bras de Ramiro. Franz se sacrifie pour sauver Tove. Iben et Anker se noient dans une coursive inondée. Sebastian livre Elliot à son grand-père Henry, et celui-ci exige la clé de Maura. La simulation se termine et le Kerberos est transporté vers la mer de navires. |

| 8- La Clé (The Key) |
| --- |
| Maura, Eyk, Jérôme, Clémence, Ramiro, Tove, Ling Yi et Virginia se rendent compte qu'ils ont tous reçu une même lettre qui les a conduits à embarquer sur le Kerberos. Maura leur apprend qu'ils sont dans une simulation orchestrée par son père, mais tous sauf Eyk se méfient d'elle. Maura emmène Eyk à travers le puits de la chambre de Daniel, ils entrent dans une série de portails. Henry injecte à Elliot une substance blanche, déverrouillant un souvenir dans lequel c'est Maura qui injecte à Elliot une substance noire. Daniel parvient à pirater la simulation en changeant le code et provoquant de nombreuses perturbations. Le reste des survivants s'échappent de la matière noire qui envahit rapidement le navire. Maura et Eyk rencontrent Sebastian à l'asile. Ce dernier neutralise Eyk, conduit Maura à Henry et lui remet la clé. Henry dit à Maura qu'elle est la "Créatrice". Il veut utiliser la clé pour ouvrir la pyramide tétraèdre, mais Daniel l'a rendue caduque. Daniel apprend à Maura que c'est son frère Ciaran qui a pris le contrôle du programme et il lui donne le moyen de quitter la simulation. Maura se réveille seule dans un vaisseau spatial appelé Prometheus, avec beaucoup d'autres passagers du Kerberos, placés en hibernation. Sur l'ordinateur de bord, la date affichée est le 19 octobre 2099. Maura reçoit un message de Ciaran l'accueillant dans la réalité. |

## Accueil

### Festival
La série est présentée en avant-première, le 12 et 13 septembre 2022, au Festival international du film de Toronto.